# 懷 (蒙大拿州)
懷是位於美國蒙大拿州米蘇拉縣的普查規定居民點。

## 人口
根據2020年美國人口普查的數據，懷的面積為7.57平方千米，皆為陸地。當地共有人口714人，而人口密度為每平方千米94.32人。